# Sexta Cumbre BRICS 2014
La Reunión Cumbre de los BRICS del año 2014 fue la sexta versión de este evento anual del BRICS, que consiste en una conferencia de relaciones internacionales donde comparecen las jefaturas de los cinco países-miembro: Brasil, Rusia, India, República Popular de China, y Sudáfrica. La reunión se desarrolló en el Centro de Eventos do Ceará, en la ciudad de Fortaleza, entre el 14 y el 16 de julio de 2014.
El tema principal del evento fue "Crecimiento integrador: soluciones sostenibles".
Esta cumbre contó con Argentina como país invitado, debido a una iniciativa planteada por Rusia.

## Banco de desarrollo
Representantes de los cinco países firmaron el tratado constitutivo del Nuevo Banco de Desarrollo y del Acuerdo de Reservas de Contingencia. El banco, contará con un capital inicial a partes iguales de US$ 50.000 millones, de los cuales US$ 10.000 millones serán en efectivo y estará destinado a financiar obras de infraestructura. El acuerdo de reservas cuenta con US$ 100.000 millones de las reservas internacionales de cada país y se utilizará en caso de problemas en la balanza de pagos de alguno de los miembros; este mecanismo está inspirado en el Fondo Europeo de Garantías.

## Mandatarios presentes
Los jefes de Estado / jefes de gobierno de los cinco países participaron de la cúpula.

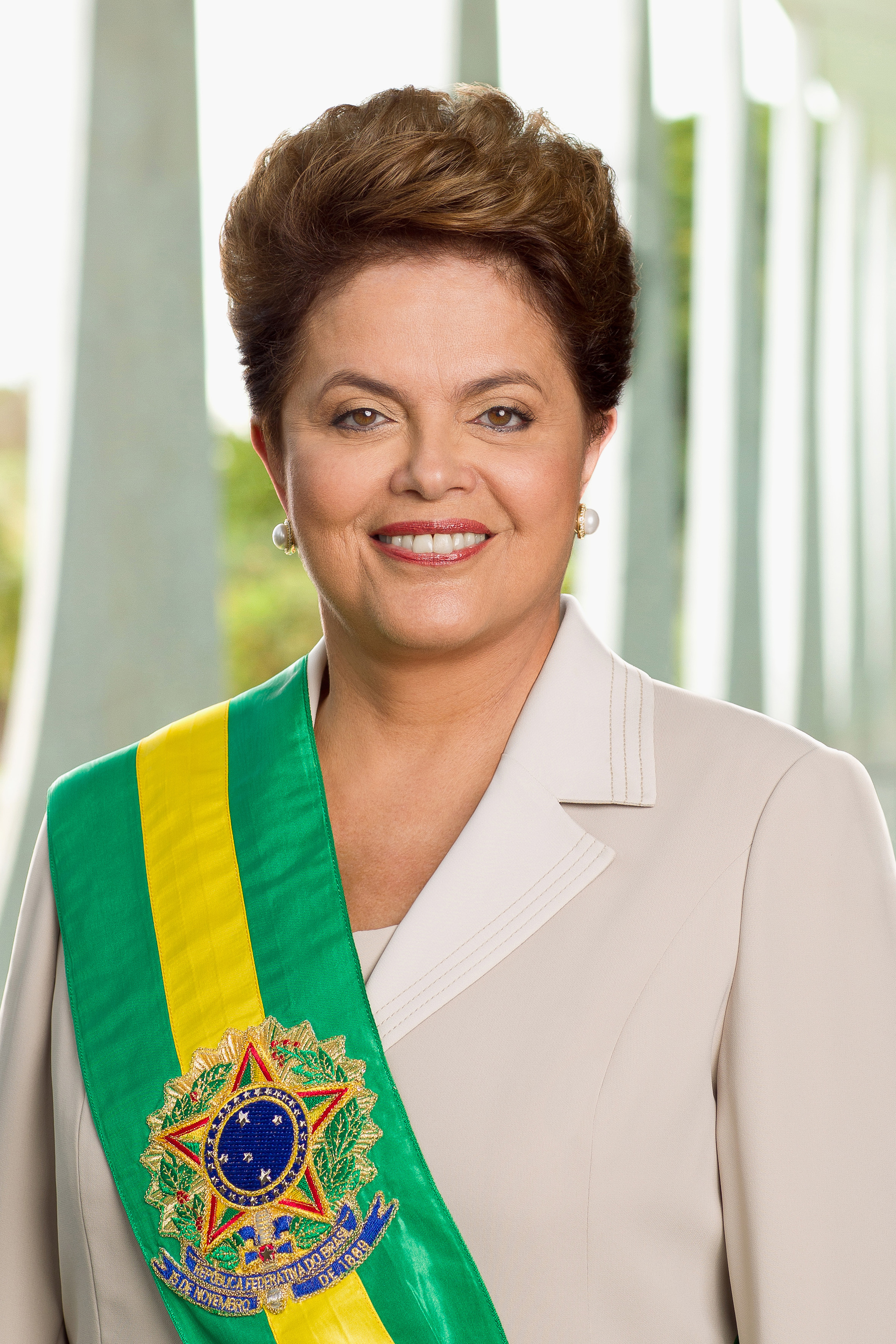
Dilma Rousseff, Presidente de Brasil.
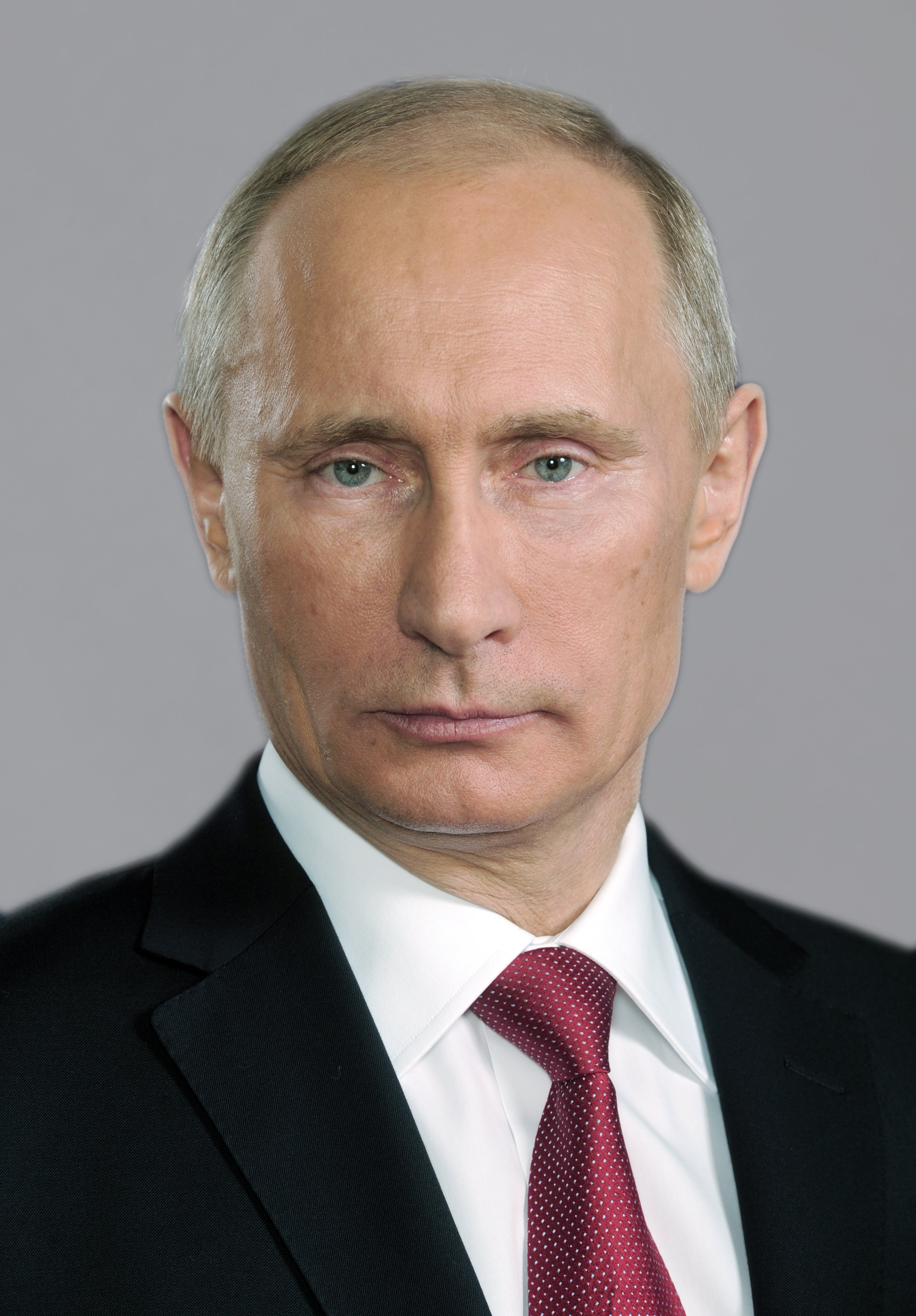
Vladímir Putin, Presidente de Rusia.
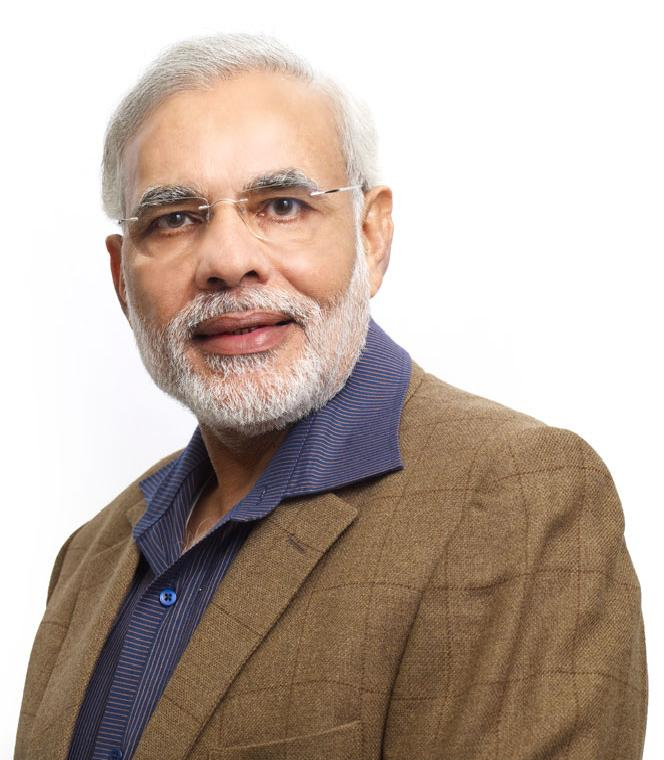
Narendra Modi, Primer-ministro de India.
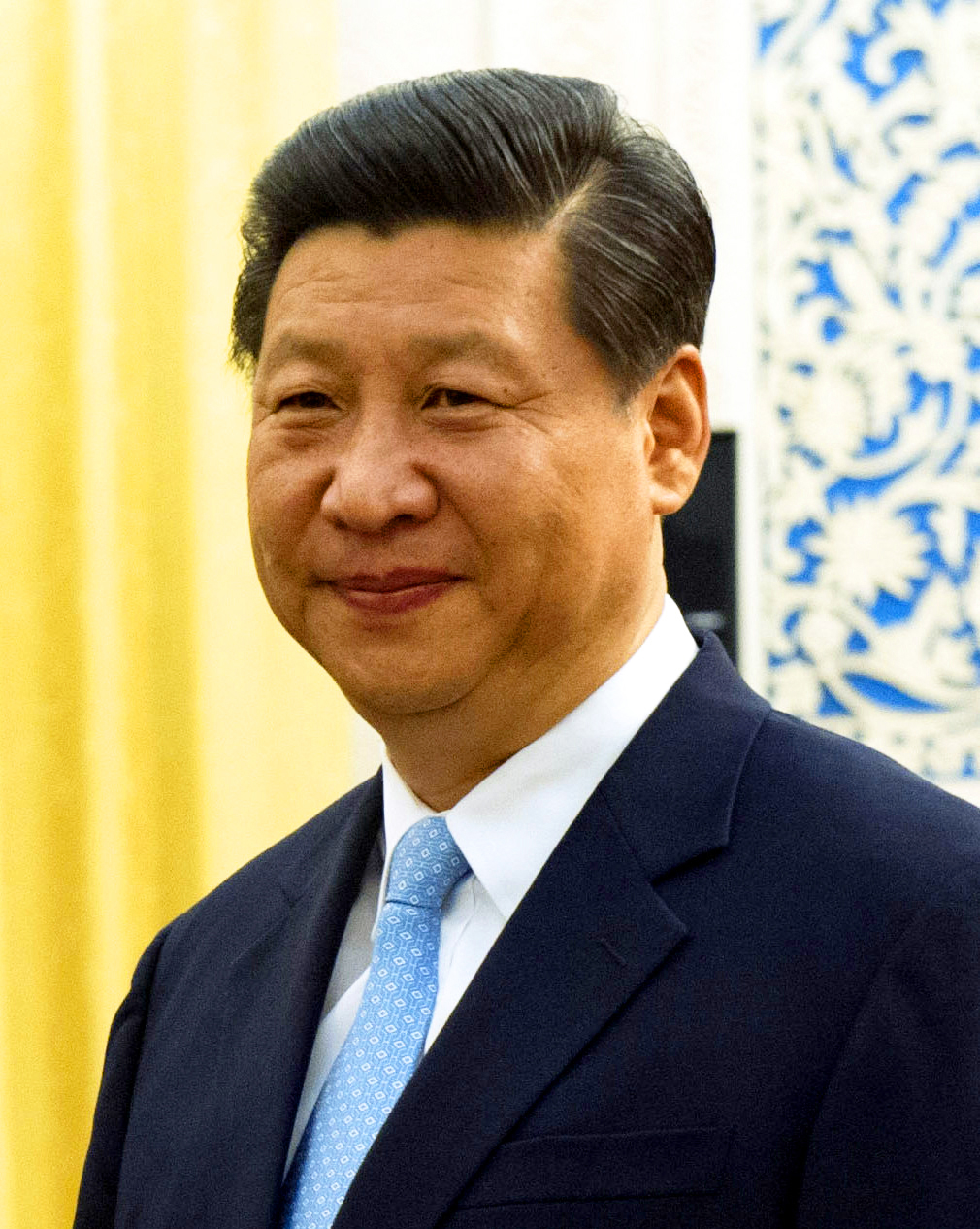
Xi Jinping, Presidente de China.
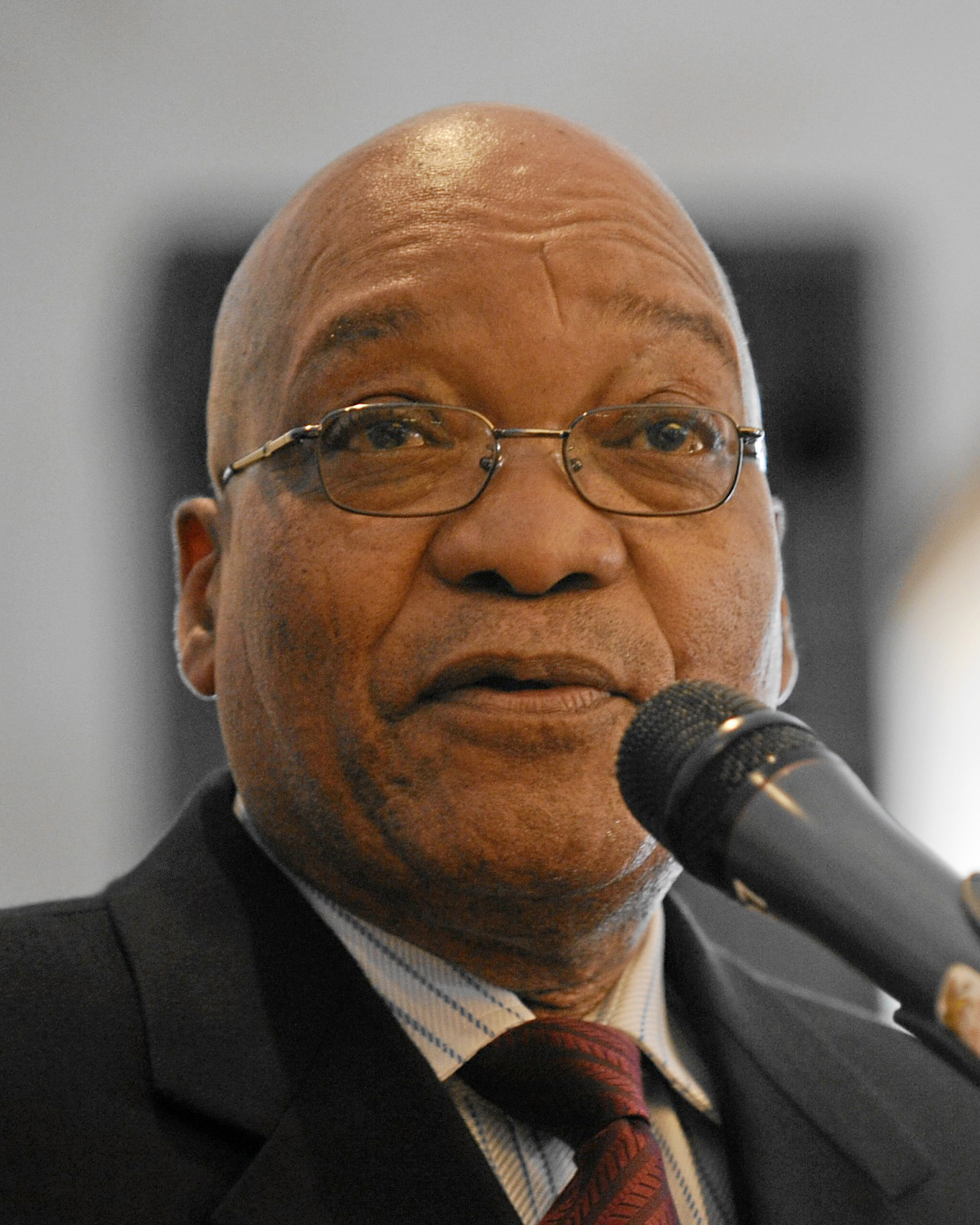
Jacob Zuma, Presidente de Sudáfrica.

Invitada:

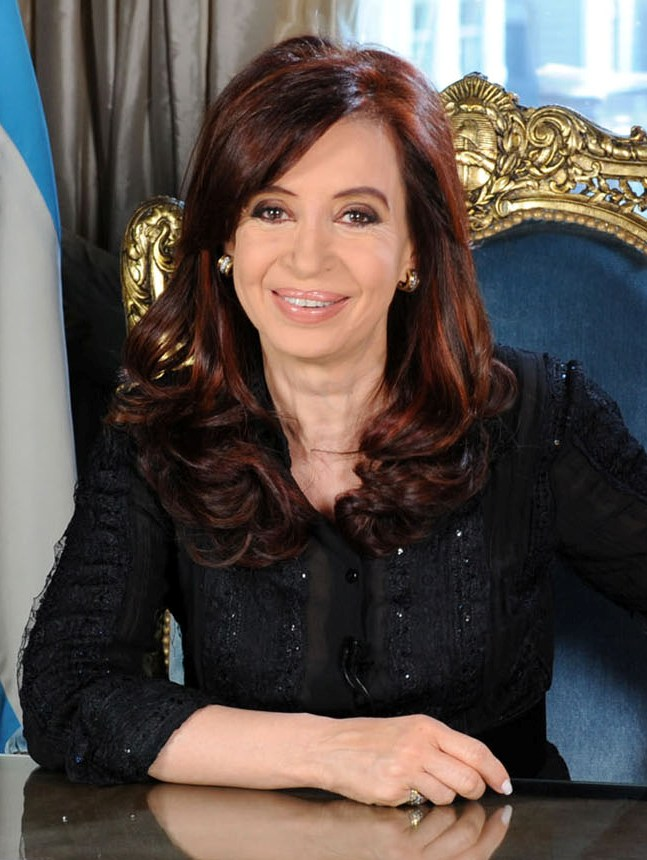
Cristina Fernández de Kirchner, Presidenta de Argentina.

## Primera cumbre BRICS-Unasur
Los días 16 y 17 de julio se llevó a cabo en Brasilia la primera cumbre entre mandatarios de los BRICS y la Unión de Naciones Suramericanas. Para ello, participaron:
- Evo Morales, presidente de Bolivia.[8]
- Michelle Bachelet, presidente de Chile.[8]
- Juan Manuel Santos, presidente de Colombia.[8]
- Rafael Correa, presidente de Ecuador.[8]
- Donald Ramotar, presidente de Guyana.[8]
- Horacio Cartes, presidente de Paraguay.[8]
- Ollanta Humala, presidente de Perú.[8]
- Dési Bouterse, presidente de Surinam.[8]
- José Mujica, presidente de Uruguay.[8]
- Nicolás Maduro, presidente de Venezuela.[8]